# Bad Liebenzell
Bad Liebenzell är en stad och kurort i Landkreis Calw i regionen Nordschwarzwald i Regierungsbezirk Karlsruhe i förbundslandet Baden-Württemberg i Tyskland.  Bad Liebenzell, som för första gången nämns i ett dokument från år 1091, har cirka 10 000 invånare.
De tidigare kommunerna  Beinberg, Monakam, Unterhaugstett und Unterlengenhardt uppgick i Bad Liebenzell 1 januari 1971 följt av Möttlingen 1 januari 1972 samt Maisenbach 1 juli 1974.
Staden ingår i kommunalförbundet Bad Liebenzell tillsammans med kommunen Unterreichenbach.